# Carlos Hernández Alarcón
Carlos Hernández Alarcón (Jaén, 15 de septiembre de 1990) es un futbolista español que juega como defensa en la A. D. Ceuta F. C. de la Segunda División de España.

## Trayectoria
Entre 2013 y 2015 disputó cerca de 70 partidos con el C. E. Sabadell F. C. En campañas anteriores militó en las filas del Zaragoza y el Real Jaén. En verano de 2015 rescindió su contrato con el conjunto catalán y firmó uno de dos años con el C. D. Lugo.
El 28 de junio de 2017 fichó por el Real Oviedo. Allí estuvo cuatro temporadas, y el 28 de junio, pero de 2021, se incorporó a la Agrupación Deportiva Alcorcón por dos temporadas.
En su primer año en Alcorcón el equipo descendió a la Primera División RFEF, categoría en la que iba a jugar con el C. D. Eldense tras anunciarse su fichaje por el club en agosto de 2022. Allí militó un par de campañas, habiendo logrado un ascenso a Segunda División en la primera de ellas.
El 12 de julio de 2024 firmó por la A. D. Ceuta F. C.

## Estadísticas
Actualizado al 15 de agosto de 2025.
| Club | Div.          | Temporada     | Liga(1) | Liga(1) | Copas nacionales(2) | Copas nacionales(2) | Copas internacionales | Copas internacionales | Total | Total |
| Club | Div.          | Temporada     | Part.   | Goles   | Part.               | Goles               | Part.                 | Goles                 | Part. | Goles |
| --- | ------------- | ------------- | ------- | ------- | ------------------- | ------------------- | --------------------- | --------------------- | ----- | ----- |
| Real Jaén C. F. · España                                                                                        | 2.ª B         | 2009-10       | 1       | 0       | 1                   | 0                   | —                     | —                     | 2     | 0     |
| Real Jaén C. F. · España                                                                                        | 2.ª B         | 2010-11       | 9       | 1       | —                   | —                   | —                     | —                     | 9     | 1     |
| Real Jaén C. F. · España                                                                                        | 2.ª B         | 2011-12       | 37      | 0       | 2                   | 0                   | —                     | —                     | 39    | 0     |
| Real Jaén C. F. · España                                                                                        | Total club    | Total club    | 47      | 1       | 3                   | 0                   | 0                     | 0                     | 50    | 1     |
| Real Zaragoza "B" · España                                                                                      | 2.ª B         | 2012-13       | 37      | 2       | 2                   | 1                   | —                     | —                     | 39    | 3     |
| Real Zaragoza "B" · España                                                                                      | Total club    | Total club    | 37      | 2       | 2                   | 1                   | 0                     | 0                     | 39    | 3     |
| C. E. Sabadell F. C. · España                                                                                   | 2.ª           | 2013-14       | 33      | 1       | 1                   | 0                   | —                     | —                     | 34    | 1     |
| C. E. Sabadell F. C. · España                                                                                   | 2.ª           | 2014-15       | 34      | 0       | 2                   | 1                   | —                     | —                     | 36    | 1     |
| C. E. Sabadell F. C. · España                                                                                   | Total club    | Total club    | 67      | 1       | 3                   | 1                   | 0                     | 0                     | 70    | 2     |
| C. D. Lugo · España                                                                                             | 2.ª           | 2015-16       | 29      | 4       | 2                   | 0                   | —                     | —                     | 31    | 4     |
| C. D. Lugo · España                                                                                             | 2.ª           | 2016-17       | 29      | 1       | 1                   | 0                   | —                     | —                     | 30    | 1     |
| C. D. Lugo · España                                                                                             | Total club    | Total club    | 58      | 5       | 3                   | 0                   | 0                     | 0                     | 61    | 5     |
| Real Oviedo · España                                                                                            | 2.ª           | 2017-18       | 38      | 6       | 0                   | 0                   | —                     | —                     | 38    | 6     |
| Real Oviedo · España                                                                                            | 2.ª           | 2018-19       | 27      | 4       | 0                   | 0                   | —                     | —                     | 27    | 4     |
| Real Oviedo · España                                                                                            | 2.ª           | 2019-20       | 30      | 0       | 0                   | 0                   | —                     | —                     | 30    | 0     |
| Real Oviedo · España                                                                                            | 2.ª           | 2020-21       | 17      | 0       | 1                   | 0                   | —                     | —                     | 18    | 0     |
| Real Oviedo · España                                                                                            | Total club    | Total club    | 112     | 10      | 1                   | 0                   | 0                     | 0                     | 113   | 10    |
| A. D. Alcorcón · España                                                                                         | 2.ª           | 2021-22       | 18      | 0       | 2                   | 0                   | —                     | —                     | 20    | 0     |
| A. D. Alcorcón · España                                                                                         | Total club    | Total club    | 18      | 0       | 2                   | 0                   | 0                     | 0                     | 20    | 0     |
| C. D. Eldense · España                                                                                          | 1.ª F         | 2022-23       | 33      | 1       | 3                   | 0                   | —                     | —                     | 36    | 1     |
| C. D. Eldense · España                                                                                          | 2.ª           | 2023-24       | 27      | 1       | 1                   | 0                   | —                     | —                     | 28    | 1     |
| C. D. Eldense · España                                                                                          | Total club    | Total club    | 60      | 2       | 4                   | 0                   | 0                     | 0                     | 64    | 2     |
| A. D. Ceuta F. C. · España                                                                                      | 1.ª F         | 2024-25       | 33      | 4       | 2                   | 0                   | —                     | —                     | 35    | 4     |
| A. D. Ceuta F. C. · España                                                                                      | 2.ª           | 2025-26       | 1       | 0       | 0                   | 0                   | —                     | —                     | 1     | 0     |
| A. D. Ceuta F. C. · España                                                                                      | Total club    | Total club    | 34      | 4       | 2                   | 0                   | 0                     | 0                     | 36    | 4     |
| Total carrera                                                                                                   | Total carrera | Total carrera | 433     | 25      | 20                  | 2                   | 0                     | 0                     | 453   | 27    |
| (1) Incluye datos de play-off de ascenso / permanencia. (2) Incluye datos de la Copa del Rey y Copa Federación. |               |               |         |         |                     |                     |                       |                       |       |       |